# Aurila driveri
Aurila driveri är en kräftdjursart som först beskrevs av LeRoy 1943.  Aurila driveri ingår i släktet Aurila och familjen Hemicytheridae. Inga underarter finns listade.